# سانتانا دي بارنايبا
سانتانا دي بارنايبا (بالإنجليزية: Santana de Parnaíba)‏ هي مدينة، وبلدية في البرازيل، تتبع ساو باولو، بلغ عدد سكانها 74٬828  نسمة، في 1 أغسطس 2000، تبلغ مساحتها 183٫816 كيلومتر مربع.

## الموقع
تشترك في الحدود مع:
- أوساسكو
- Pirapora do Bom Jesus [الإنجليزية]‏
- ساو باولو
- كاجامار (ساو باولو).